# Сериков, Тулеуш Пауеденович
Тулеуш Пауеденович Сериков (каз. Төлеуіш Пәуеденұлы Серіков; род. 21 февраля 1948, Курмангазинский район, Гурьевская область — 14 мая 2018, Атырау) — казахстанский учёный, общественный деятель, доктор химических наук (1995), профессор, депутат Сената Парламента Республики Казахстан І созыва от Атырауской области.

## Биография
Родился 21 февраля 1948 года в с. Сафоновка Курмангазинского района Гурьевской (ныне Атырауской) области.
Отец — Сериков Пауеден Серикович (1925—1982), ветеран Великой Отечественной войны, работал финансистом.
Мать — Серикова Жамал (1928—1992), работала учителем.
В 1969 году окончил Гурьевский государственный педагогический институт по специальности «химия и биология», затем — целевую аспирантуру Московского института нефтехимического синтеза им. А. В. Топчиева Академии Наук СССР.
В 1999 году окончил юридический факультет Казахского государственного педагогического университета им. Абая по специальности «юрист».
В 1980 году защитил учёное звание кандидата химических наук.
В 1995 году защитил учёное звание доктора химических наук, тема диссертации: «Содержание, свойства и способы получения серы, бензина и нефтехимического сырья, получаемого из высокотемпературной нефти».

## Трудовая деятельность
С 1969 по 1970 годы — стажер-исследователь Московского Института нефтехимического синтеза АН СССР.
С 1971 по 1972 годы — инженер Института химии нефти и природных солей АН Казахской ССР.
С 1975 по 1984 годы — младший научный сотрудник, старший научный сотрудник, заведующий лабораторией Института химии нефти и природных солей АН Казахской ССР.
С 1984 по 1995 годы — декан общетехнического факультета, директор учебно-научного центра, директор филиала Казахского политехнического института им. Ленина в г. Гурьев.
С 1998 по 2011 годы — основатель и первый ректор Атырауского института нефти и газа.

## Выборные должности
С 1995 по 1999 годы — депутат Сената Парламента Республики Казахстан І созыва от Атырауской области.

## Награды и звания

#### Научные награды и степени
- Академик Международной инженерной академии
- Академик Национальной инженерной академии Республики Казахстан
- Академик Евразийской международной экономической академии
- Почётный профессор Атырауского государственного университета имени Х. Досмухамедова
- Доктор химических наук (1995)
- Кандидат химических наук (1980)

#### Государственные звания и награды
- Медаль «Астана» (1998)
- Орден «Курмет» (декабрь 2004 года)[2]
- Медаль «10 лет независимости Республики Казахстан» (2001)
- Медаль «10 лет Конституции Республики Казахстан» (2005)
- Медаль «10 лет Парламенту Республики Казахстан» (2006)
- Медаль «20 лет независимости Республики Казахстан» (2011)
- Нагрудный знак «Отличник народного образования Казахской ССР»
- Нагрудный знак «Отличник образования Республики Казахстан»
- Нагрудный знак «Почётный работник образования Республики Казахстан»
- Нагрудный знак «Ыбырай Алтынсарин»
- Нагрудный знак «Ахмет Байтурсынулы»
- Почётное звание «Почётный гражданин города Атырау»
- Почётное звание «Почётный гражданин Атырауской области»
- Почётное звание «Почётный гражданин Курмангазинского района» и др.
- Благодарственное письмо от Первого Президента Республики Казахстан Нурсултана Абишевича Назарбаева (трижды).